# Кубок Футбольной лиги 2000/2001
Кубок Футбольной лиги 2000/2001 — 41-й розыгрыш Кубка Футбольной лиги. Турнир также известен как Worthington Cup. Всего в соревнованиях приняли участие 92 футбольных клуба из четырёх высших дивизионов английского футбола. Победителем стал «Ливерпуль», в финале, проходившем на стадионе «Миллениум» в Кардиффе, переигравший «Бирмингем Сити» по пенальти со счётом 5:4, после того как основное время завершилось в ничью 1:1. Это был первый из трёх трофеев мерсисайдцев в этом сезоне - далее последовали победы в финале Кубка Англии и завоевание Кубка УЕФА.

## Первый раунд
70 команд из Чемпионшипа, Первой и Второй футбольных лиг Англии вступает за борьбу за трофей в этом раунде. Первые матчи прошли 22 и 23 августа, ответные - 5 и 6 сентября.
Хозяевами первых матчей в таблице является команда из левой части таблицы, хозяевами ответного матча - команда из правой.
| #                                           | Команда                  | (1-й матч) (отв. матч) Итог | Команда                |
| ------------------------------------------- | ------------------------ | --------------------------- | ---------------------- |
| 1                                           | Кристал Пэлас            | (2–1) (0–0) 2–1             | Кардифф Сити           |
| 2                                           | Колчестер Юнайтед        | (0–1) (4–1) 4–2             | Куинз Парк Рейнджерс   |
| 3                                           | Плимут Аргайл            | (1–2) (1–1) 2–3             | Бристоль Роверс        |
| 4                                           | Барнет                   | (2–1) (1–3) 3–4             | Уиком Уондерерс        |
| 5                                           | Болтон Уондерерс         | (1–0) (1–3) 2–3             | Маклсфилд Таун         |
| 6                                           | Брайтон энд Хоув Альбион | (1–2) (1–1) 2–3             | Миллуолл               |
| 7                                           | Бристоль Сити            | (2–2) (1–2) 3–4             | Брентфорд              |
| 8                                           | Бернли                   | (4–1) (2–3) 6–4             | Хартлпул Юнайтед       |
| 9                                           | Кембридж Юнайтед         | (0–0) (0–1) 0–1             | Портсмут               |
| 10                                          | Кру Александра           | (2–2) (2–1) 4–3             | Бери                   |
| 11                                          | Дарлингтон               | (2–2) (2–1) 4–3             | Ноттингем Форест       |
| 12                                          | Джиллингем               | (2–0) (2–3) 4–3             | Торки Юнайтед          |
| 13                                          | Гримсби Таун             | (2–0) (1–1) 3–1             | Карлайл Юнайтед        |
| 14                                          | Халл Сити                | (1–0) (0–2) 1–2             | Ноттс Каунти           |
| 15                                          | Лейтон Ориент            | (1–1) (2–0) 3–1             | Рединг                 |
| 16                                          | Лутон Таун               | (0–0) (2–2) 2–2             | Питерборо Юнайтед      |
| Победа Лутон Таун по правилу выездного гола |                          |                             |                        |
| 17                                          | Мансфилд Таун            | (0–1) (3–0) 3–1             | Рексем                 |
| 18                                          | Нортгемптон Таун         | (1–0) (1–4) 2–4             | Фулхэм                 |
| 19                                          | Норвич Сити              | (0–0) (2–1) 2–1             | Борнмут                |
| 20                                          | Олдем Атлетик            | (1–0) (2–0) 3–0             | Хаддерсфилд Таун       |
| 21                                          | Порт Вейл                | (1–2) (2–2) 3–4             | Честерфилд             |
| 22                                          | Рочдейл                  | (1–1) (1–6) 2–7             | Блэкберн Роверс        |
| 23                                          | Ротерем Юнайтед          | (0–1) (2–3) 2–4             | Барнсли                |
| 24                                          | Шеффилд Юнайтед          | (6–1) (0–1) 6–2             | Линкольн Сити          |
| 25                                          | Шрусбери Таун            | (1–0) (1–4) 2–4             | Престон Норт Энд       |
| 26                                          | Саутенд Юнайтед          | (0–5) (0–0) 0–5             | Бирмингем Сити         |
| 27                                          | Стокпорт Каунти          | (0–1) (2–3) 2–4             | Блэкпул                |
| 28                                          | Суонси Сити              | (0–0) (1–2) 1–2             | Вест Бромвич Альбион   |
| 29                                          | Суиндон Таун             | (1–1) (2–1) 3–2             | Эксетер Сити           |
| 30                                          | Транмир Роверс           | (3–0) (2–1) 5–1             | Галифакс Таун          |
| 31                                          | Уолсолл                  | (1–1) (1–0) 2–1             | Киддерминстер Харриерс |
| 32                                          | Уотфорд                  | (0–0) (3–0) 3–0             | Челтнем Таун           |
| 33                                          | Уиган Атлетик            | (1–0) (4–1) 5–1             | Сканторп Юнайтед       |
| 34                                          | Вулверхэмптон Уондерерс  | (0–1) (3–1) 3–2             | Оксфорд Юнайтед        |
| 35                                          | Йорк Сити                | (1–5) (0–0) 1–5             | Сток Сити              |

## Второй раунд
К 35 победителям первого раунда присоединяются команды АПЛ, не участвующие в еврокубках. Первые матчи раунда прошли 19 и 20 сентября, ответные - 26 и 27 сентября.
| #                                              | Команда          | (1-й матч) (отв. матч) Итог | Команда                 |
| ---------------------------------------------- | ---------------- | --------------------------- | ----------------------- |
| 1                                              | Гримсби Таун     | (3–2) (0–2) 3–4             | Вулверхэмптон Уондерерс |
| 2                                              | Эвертон          | (1–1) 2–2                   | Бристоль Роверс         |
| Победа Бристоль Роверс по пенальти 4:2         |                  |                             |                         |
| 3                                              | Манчестер Сити   | (1–1) (4–2) 5–3             | Джиллингем              |
| 4                                              | Ньюкасл Юнайтед  | (2–0) (1–1) 3–1             | Лейтон Ориент           |
| 5                                              | Саутгемптон      | (2–1) (3–1) 5–2             | Мансфилд Таун           |
| 6                                              | Сток Сити        | (2–1) (3–4) 5–5             | Чарльтон Атлетик        |
| Победа Сток Сити по правилу выездного гола     |                  |                             |                         |
| 7                                              | Барнсли          | (4–0) (3–0) 7–0             | Кру Александра          |
| 8                                              | Блэкберн Роверс  | (4–0) (1–1) 5–1             | Портсмут                |
| 9                                              | Брентфорд        | (0–0) (0–2) 0–2             | Тоттенхэм Хотспур       |
| 10                                             | Бернли           | (2–2) (1–1) 3–3             | Кристал Пэлас           |
| Победа Кристал Пэлас по правилу выездного гола |                  |                             |                         |
| 11                                             | Честерфилд       | (1–0) (0–4) 1–4             | Фулхэм                  |
| 12                                             | Дарлингтон       | (0–1) (2–7) 2–8             | Брэдфорд Сити           |
| 13                                             | Дерби Каунти     | (1–2) (4–2) 5–4             | Вест Бромвич Альбион    |
| 14                                             | Уимблдон         | (0–0) (2–1) 2–1             | Уиган Атлетик           |
| 15                                             | Мидлсбро         | (2–1) (3–1) 5–2             | Маклсфилд Таун          |
| 16                                             | Миллуолл         | (2–0) (0–5) 2–5             | Ипсвич Таун             |
| 17                                             | Норвич Сити      | (3–3) (5–0) 8–3             | Blackpool               |
| 18                                             | Ноттс Каунти     | (1–3) (2–0) 3–3             | Уотфорд                 |
| Победа Уотфорда по правилу выездного гола      |                  |                             |                         |
| 19                                             | Олдем Атлетик    | (1–3) (1–5) 2–8             | Шеффилд Уэнсдей         |
| 20                                             | Престон Норт Энд | (1–3) (1–4) 2–7             | Ковентри Сити           |
| 21                                             | Шеффилд Юнайтед  | (3–0) (1–0) 4–0             | Колчестер Юнайтед       |
| 22                                             | Сандерленд       | (3–0) (2–1) 5–1             | Лутон Таун              |
| 23                                             | Транмир Роверс   | (1–1) (1–0) 2–1             | Суиндон Таун            |
| 24                                             | Уолсолл          | (0–1) (1–1) 1–2             | Вест Хэм Юнайтед        |
| 25                                             | Уиком Уондерерс  | (3–4) (0–1) 3–5             | Бирмингем Сити          |

## Третий раунд
Клубы, принимающие участие в еврокубках, присоединяются к 25 победителям предыдущего раунда. Матчи были сыграны 31 октября и 1 ноября. Ответные матчи на этой стадии турнира не проводятся.
| #  | Хозяева           | Счёт       | Гости                   | Дата            |
| -- | ----------------- | ---------- | ----------------------- | --------------- |
| 1  | Арсенал           | 1–2        | Ипсвич Таун             | 1 ноября 2000   |
| 2  | Астон Вилла       | 0–1        | Манчестер Сити          | 1 ноября 2000   |
| 3  | Дерби Каунти      | 3–0        | Норвич Сити             | 1 ноября 2000   |
| 4  | Фулхэм            | 3–2        | Вулверхэмптон Уондерерс | 1 ноября 2000   |
| 5  | Лестер Сити       | 0–3        | Кристал Пэлас           | 1 ноября 2000   |
| 6  | Ливерпуль         | 2–1 (о.т.) | Челси                   | 1 ноября 2000   |
| 7  | Ньюкасл Юнайтед   | 4–3        | Брэдфорд Сити           | 1 ноября 2000   |
| 8  | Шеффилд Уэнсдей   | 2–1 (о.т.) | Шеффилд Юнайтед         | 1 ноября 2000   |
| 9  | Саутгемптон       | 0–1        | Ковентри Сити           | 1 ноября 2000   |
| 10 | Сток Сити         | 3–2        | Барнсли                 | 1 ноября 2000   |
| 11 | Бристоль Роверс   | 1–2        | Сандерленд              | 31 October 2000 |
| 12 | Уимблдон          | 1–0        | Мидлсбро                | 31 October 2000 |
| 13 | Тоттенхэм Хотспур | 1–3        | Бирмингем Сити          | 31 October 2000 |
| 14 | Транмир Роверс    | 3–2        | Лидс Юнайтед            | 31 October 2000 |
| 15 | Уотфорд           | 0–3        | Манчестер Юнайтед       | 31 October 2000 |
| 16 | Вест Хэм Юнайтед  | 2–0        | Блэкберн Роверс         | 31 October 2000 |

## Четвёртый раунд
Матчи были сыграны 28 и 29 ноября.
| Бирмингем Сити            | 2:1 | Ньюкасл Юнайтед |
| ------------------------- | --- | --------------- |
| Адебола 31′ · Джонсон 90′ |     | Дайер 14′       |

| Фулхэм                   | 3:2 | Дерби Каунти            |
| ------------------------ | --- | ----------------------- |
| Саа 28′, 90′ · Льюис 39′ |     | Кристи 13′ · Пауэлл 45′ |

| Манчестер Сити           | 2:1 | Уимблдон    |
| ------------------------ | --- | ----------- |
| Ванчопе 26′ · Гоутер 81′ |     | Робертс 11′ |

| Сток Сити | 0:8 | Ливерпуль                                                                                 |
| --------- | --- | ----------------------------------------------------------------------------------------- |
|           |     | Циге 6′ · Шмицер 26′ · Баббель 28′ · Фаулер 26′, 82′, 85′ (пен.) · Хююпия 59′ · Мерфи 65′ |

| Вест Хэм Юнайтед | 1:2 | Шеффилд Уэнсдей            |
| ---------------- | --- | -------------------------- |
| Лэмпард 72′      |     | Моррисон 30′ · Вествуд 49′ |

| Кристал Пэлас | 0:0 (доп. вр.) | Транмир Роверс |
| ------------- | -------------- | -------------- |
|               |                |                |
| Пенальти      |                |                |
|               | 6:5            |                |

| Ипсвич Таун             | 2:1 | Ковентри Сити      |
| ----------------------- | --- | ------------------ |
| Брамбл 5′ · Джонсон 65′ |     | Беллами 54′ (пен.) |

| Сандерленд                     | 2:1 (доп. вр.) | Манчестер Юнайтед |
| ------------------------------ | -------------- | ----------------- |
| Арка 75′ · Филлипс 101′ (пен.) |                | Йорк 31′          |

## Пятый раунд
Матчи были сыграны 12, 13 и 19 декабря.
| Кристал Пэлас                | 2:1 | Сандерленд |
| ---------------------------- | --- | ---------- |
| Форсселль 48′ · Моррисон 82′ |     | Рэ 49′     |

| Манчестер Сити | 1:2 (доп. вр.) | Ипсвич Таун              |
| -------------- | -------------- | ------------------------ |
| Гоутер 10′     |                | Холланд 60′ · Винус 109′ |

| Ливерпуль                             | 3:0 (доп. вр.) | Фулхэм |
| ------------------------------------- | -------------- | ------ |
| Оуэн 105′ · Шмицер 114′ · Бармби 120′ |                |        |

| Бирмингем Сити           | 2–0 | Шеффилд Уэнсдей |
| ------------------------ | --- | --------------- |
| Соннер 28′ · Адебола 57′ |     |                 |

## Полуфиналы
Жеребьевка полуфиналов прошла 20 декабря 2000 г. сразу по завершении четвертьфинальных матчей. В отличие от трёх предыдущих раундов, полуфиналы играются в два матча. Первые прошли 9 и 10 января, ответные - 24 и 31 января.

### Первые матчи
| Ипсвич Таун       | 1:0 | Бирмингем Сити |
| ----------------- | --- | -------------- |
| Стюарт 45′ (пен.) |     |                |

| Кристал Пэлас            | 2:1 | Ливерпуль  |
| ------------------------ | --- | ---------- |
| Рубин 56′ · Моррисон 77′ |     | Шмицер 78′ |

### Ответные матчи
| Ливерпуль                                             | 5:0 | Кристал Пэлас |
| ----------------------------------------------------- | --- | ------------- |
| Шмицер 13′ · Мерфи 15′, 51′ · Бишчан 18′ · Фаулер 89′ |     |               |

| Бирмингем Сити                                   | 4 – 1 (доп. вр.) | Ипсвич Таун   |
| ------------------------------------------------ | ---------------- | ------------- |
| Хосфилд 43′, 55′ · Грейнджер 103′ · Джонсон 116′ |                  | Скоукрофт 56′ |

## Финал
Финал Кубка Футбольной лиги был сыгран 25 февраля 2001 г. на стадионе Миллениум в Кардиффе. В нем сошлись представители Чемпионшипа и Английской Премьер-лиги - Бирмингем Сити и Ливерпуль. Основное и дополнительное время матча победителя не выявило. А уже в сери послематчевых пенальти победу одержала команда с Энфилда со счётом 5:4.
| Бирмингем Сити  | 1–1 (доп. вр.) | Ливерпуль  |
| --------------- | -------------- | ---------- |
| Пёрс 90′ (пен.) |                | Фаулер 30′ |
| Пенальти        |                |            |
|                 | 4:5            |            |